# Elgin, Ohio
Elgin là một làng thuộc quận Van Wert, tiểu bang Ohio, Hoa Kỳ. Năm 2010, dân số của làng này là 57 người.

## Dân số
- Dân số năm 2000: 50 người.
- Dân số năm 2010: 57 người.